# Fabronia balansae
Fabronia balansae är en bladmossart som beskrevs av Bescherelle 1891. Fabronia balansae ingår i släktet Fabronia och familjen Fabroniaceae. Inga underarter finns listade i Catalogue of Life.